# Euphorbia peltata
Euphorbia peltata là một loài thực vật có hoa trong họ Đại kích. Loài này được Roxb. mô tả khoa học đầu tiên năm 1832.